# Johnny Rivers
Johnny Rivers, född som John Henry Ramistella den 7 november 1942 i New York, är en amerikansk sångare och gitarrist. Rivers hade sin storhetsperiod under åren 1964–1968, men nådde listplaceringar i USA långt in på 1970-talet. Han var även populär i delar av Europa, men ingen av hans singlar lyckades ta sig in på den brittiska singellistan.
Rivers började spela gitarr som barn och lärde sig grunderna av sin far. Sitt artistnamn tog han 1958 efter att ha rekommenderats ett namnbyte av den amerikanske discjockeyn Alan Freed. Hans första hits var liveinspelade på nattklubben Whisky-a-Go-Go i Los Angeles där han skrivit ett årslångt kontrakt med ägaren. Han slog igenom med sin coverversion av Chuck Berrys låt "Memphis" 1964 och den har kommit att bli en av hans kändaste låtar. Han följde upp framgången med en likasinnad version av Berrys "Maybelline" som också blev en hit.  Han gjorde sedan en liveinspelning av Willie Dixons "Seventh Son" som blev en stor hit 1965.
Han hade fortsatt framgång under andra halvan av 1960-talet med hits som "Secret Agent Man" och "Poor Side of Town" som blev etta på Billboard Hot 100. I Sverige var hans versioner av "Where Have All the Flowers Gone" och "(I Washed My Hands in) Muddy Water" (båda 1966) större hitsinglar än i hemlandet.
Ett av hans framgångsrikaste studioalbum var Realization från 1968 som nådde femteplatsen på Billboard 200. Albumet var färgat av den psykedeliska eran på 1960-talets slut och ganska långt ifrån hans tidigare rock'n'roll-skivor. Det innehöll singelhiten "Summer Rain" som var en nostalgisk tillbakablick på "kärlekssommaren" 1967. Rivers popularitet minskade något efter detta, även om hans singlar fortfarande listnoterades. Han producerade under slutet av 1960-talet The 5th Dimension.
Sin sista topp 10-hit fick han 1977 med låten "Swayin' to the Music (Slow Dancing)". Rivers är fortsatt aktiv som turnerande artist och släppte senast ett nytt album 2021.

## Diskografi (i urval)
Studioalbum
- 1964 – In Action
- 1965 – Johnny Rivers Rocks the Folk
- 1966 – Changes
- 1967 – Rewind
- 1968 – Realization
- 1970 – Slim Slo Slider
- 1971 – Home Grown
- 1972 – L.A. Reggae
- 1973 – Blue Suede Shoes
- 1974 – The Road
- 1974 – Rockin' Rivers
- 1975 – Help Me, Rhonda
- 1975 – New Lovers and Old Friends
- 1976 – Wild Night
- 1978 – Outside Help
- 1980 – Borrowed Time
- 1983 – Not a Through Street
- 1998 – The Memphis Sun Recordings
- 1998 – Last Train to Memphis
- 2004 – Reinvention Highway
- 2009 – Shadows on the Moon

Livealbum
- 1964 – At the Whiskey-a-Go Go
- 1964 – Here We à Go Go Again!
- 1965 – Meanwhile Back at the Whiskey A-Go-Go
- 1966 – ...And I Know You Wanna Dance
- 1967 – Whisky A Go-Go Revisited
- 1974 – Last Boogie in Paris
- 2001 – Back at the Whiskey

Hitsinglar (topp 10 på Billboard Hot 100)

- 1964 – "Memphis" (#2)
- 1964 – "Mountain of Love" (#9)
- 1965 – "Seventh Son" (#7)
- 1966 – "Secret Agent Man" (#3)
- 1966 – "Poor Side of Town" (#1)
- 1967 – "Baby I Need Your Loving" (#3)
- 1967 – "The Tracks of My Tears" (#10)
- 1972 – "Rockin' Pneumonia and the Boogie Woogie Flu" (#6)
- 1977 – "Swayin' to the Music (Slow Dancing)" (#10)